# Johan Ludvig Runeberg

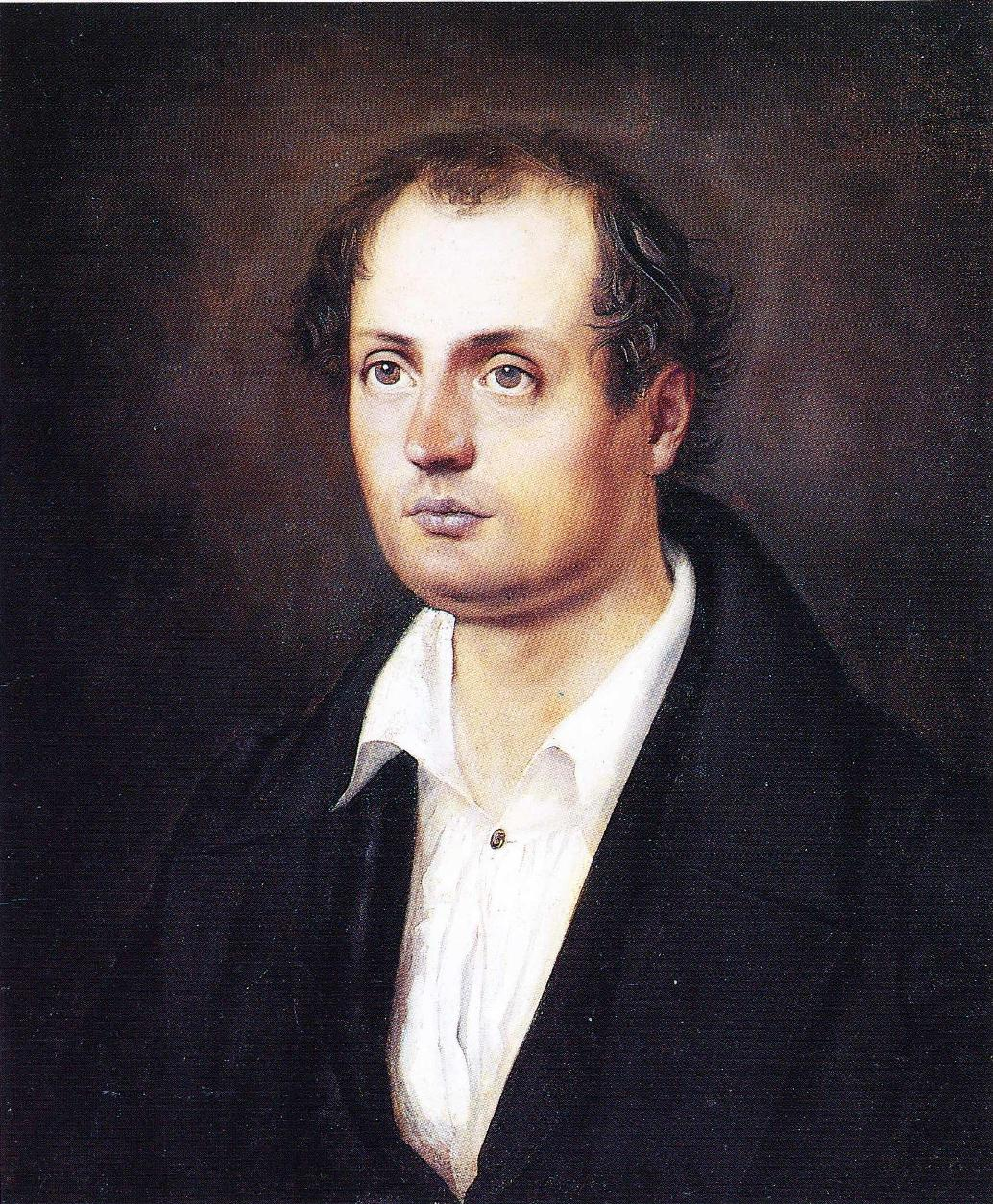
Olja på duk av Carl Peter Mazer 1837, föreställande Runeberg.

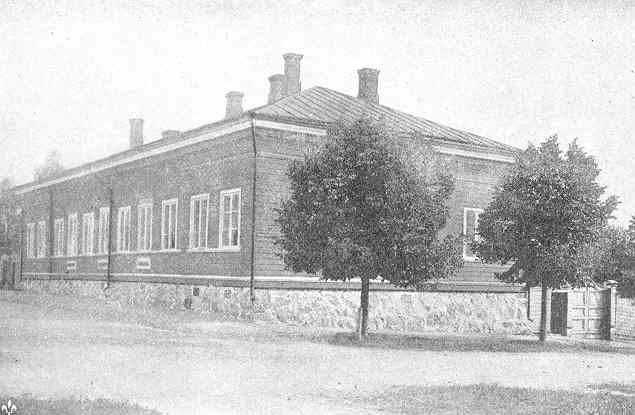
Johan Ludvig Runebergs hem i Borgå, numera museum.

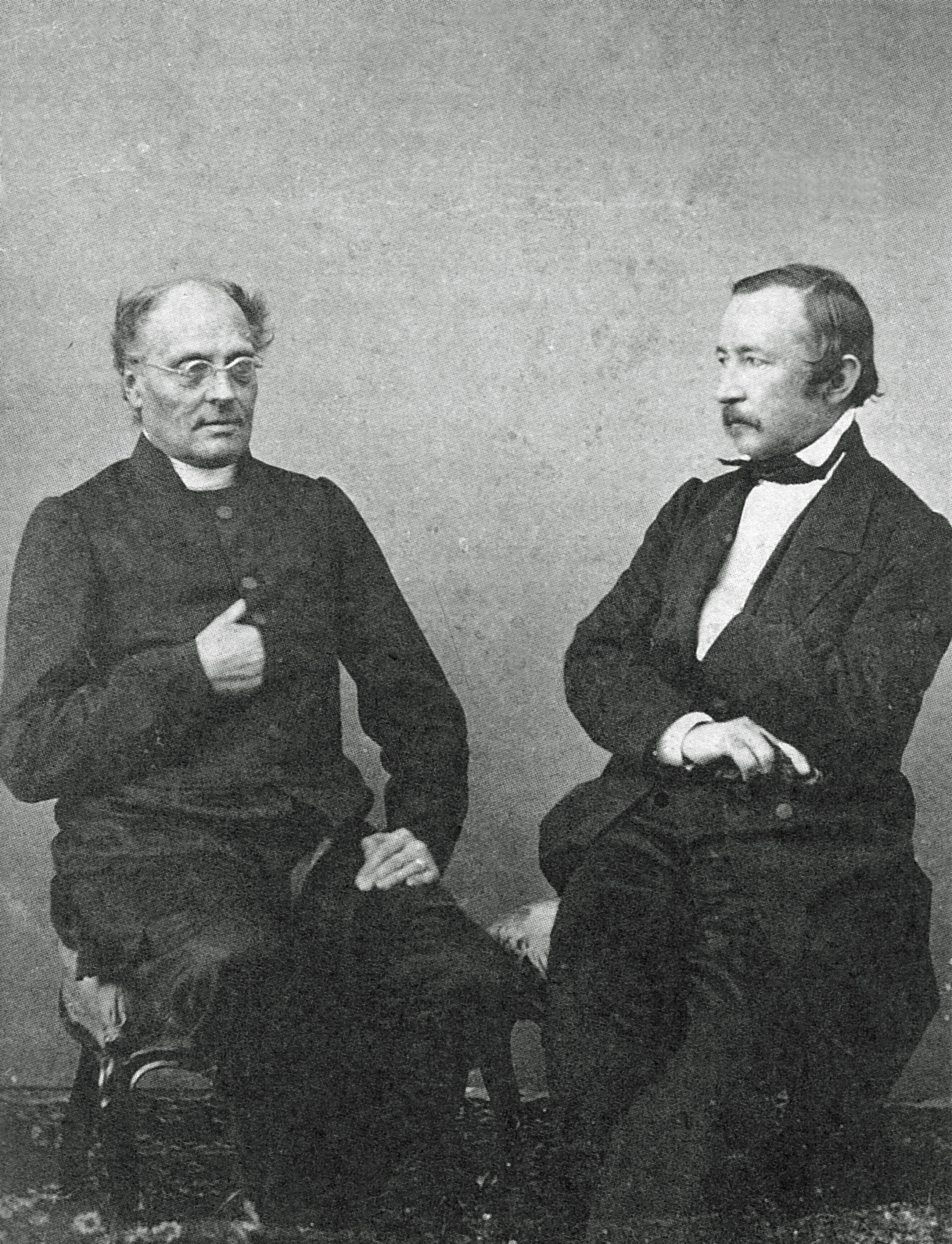
Runeberg och Zacharias Topelius år 1863.

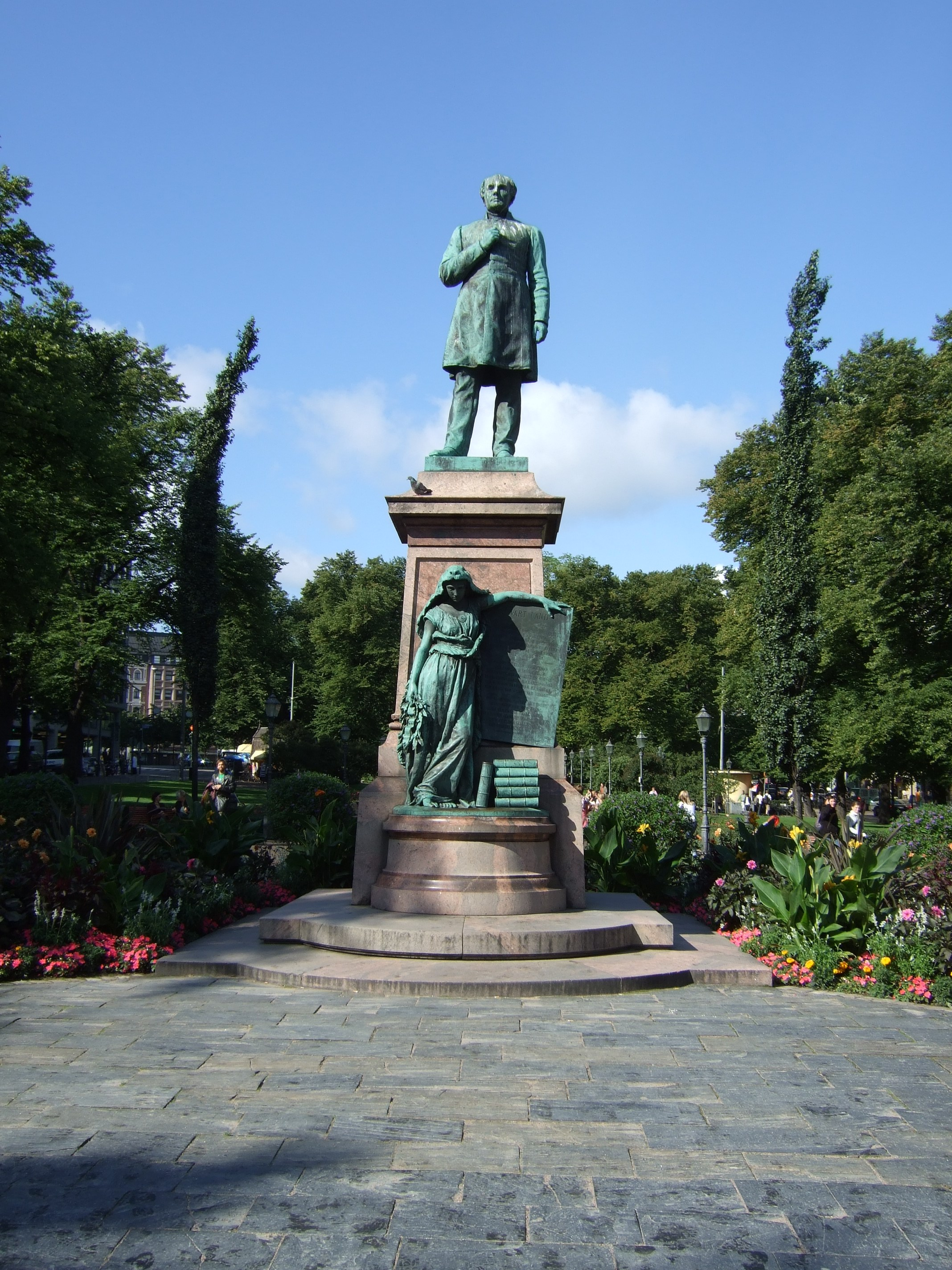
Johan Ludvig Runebergs staty i Esplanadparken i Helsingfors.

Johan Ludvig Runeberg (finlandssvenskt uttal: [ˈjuːhɑn ˈlʉdːviɡ ˈrʉːnebærj]), född 5 februari 1804 i Jakobstad, död 6 maj 1877 i Borgå, var en finlandssvensk författare och poet, som betraktas som Finlands nationalskald. Ur hans mest spridda verk, Fänrik Ståls sägner, publicerat i två delar 1848 respektive 1860, har bland annat texten till Finlands nationalsång, Vårt land, hämtats.
Runeberg var också med i arbetet med att modernisera den svenska lutherska psalmboken i Finland och han skrev många texter för den nya utgåvan. Runeberg diktade på svenska och hans verk översattes främst till finska och sedan till många andra språk. Johan Ludvig Runeberg förlänades storkorset av Kungl. Nordstjärneorden 1873 13/5 (kommendör 1860 24/5, riddare på 1840-talet).

## Biografi

### Barndom och ungdom
Runeberg föddes i en svensktalande familj i Jakobstad, vid Bottenvikens strand, medan Finland ännu var en del av Sverige. Hans föräldrar var sjökaptenen Lorentz Ulrik Runeberg (1772–1828) och Anna Maria Malm (1782–1834). Farfarsfar Ludvig hade flyttat till Finland från Sverige, och Anna Maria Malm föddes i köpmannafamiljen från Jakobstad, som troligen också hade sina rötter i Sverige.
Som litet barn var Runeberg mycket klen. Under uppväxtåren blev han lång och gänglig, med insjunket bröst, och han hostade och spottade ibland blod. Men småningom började, tack vare ett stärkande friluftsliv, det insjunkna bröstet höja sig och axlarna tilltog i bredd. Han blev kraftigare och sjukdomsanlagen växte bort.
Runebergs mor Anna Maria Malm var känd för ett glatt humör, en stor förmåga att berätta släkthistorier och en god sångröst. Hon lärde sonen en del av dåtidens visor. Fadern, sjökaptenen Lorenz Ulrik Runeberg, hade större bildning och höll strängare tukt, vilket dock hade mindre inverkan för de långa sjöfärdernas skull. Fadern skall dock, enligt skaldens egen uppgift, med allvar ha följt hans första skriftställarförsök och rättat dem med stränghet.
Sin skolgång började Runeberg i en vindskammare hos en gammal gumma från Stockholm, som kunde lära honom att läsa svenska rent innantill. Då föräldrarna var i mindre goda omständigheter erbjöd sig faderns bror, som var tullförvaltare i Uleåborg, att uppfostra den åttaåriga pojken. Vid sin farbrors död 1815 blev Runeberg tvungen att återvända till det torftiga fädernehemmet, men kunde genom några deltagande vänners understöd börja i Vasa trivialskola.

### Friluftsliv
Runeberg hyste ett intresse för friluftsliv och brukade jaga genom att gillra snaror, men även andra nöjen roade man sig med i hans kamratkrets; till ackompanjemang av en fiol sjöng man Bellman, vars Fredmans epistlar och till en god del även Fredmans sånger Runeberg lärde sig utantill; man spelade komedi och läste högt ur Kellgrens, Leopolds och Lidners dikter. Redan här väcktes hos honom intresset för poetisk litteratur och en böjelse att själv skriva vers, varvid Choraeus och Franzén blev hans första förebilder.

### Tidig diktning
Från Runebergs tidiga diktning under sin skoltid finns inget säkert daterat exemplar bevarat.
| ”                                          | När mina första lekar med poesien börjades, erinrar jag mig icke. Under min skoltid hade jag skrivit små lyriska stycken. Tegnér, Atterbom och hela den nya skolan lärde jag känna först vid universitetet, ett bevis på huru litet bekant med litteraturen den omgivning var, inom vilken jag förlevde mina första aderton år.. | „ |
| – Runeberg om sina tidiga litterära försök | |   |

### Studier
Från Vasa flyttade han 1822 till Åbo där han i oktober samma år blev student vid Kejserliga akademien. Under flitiga studier och genom att offra en dryg del av sin tid åt andras undervisning blev han filosofie magister. Kort efter det han blivit promoverad i Åbo 1827, brann staden ned till grunden, vilket föranledde universitetets förflyttning till Helsingfors, där det åter öppnades 1828. Redan året förut hade Runeberg diktat sitt första större poem, Elgskyttarne.
När fadern dog i ett slaganfall 1828 blev det knapert i hemmet. Runeberg tvingades själv skaffa sig medel till att fortsätta sina studier. Han tog därför plats som informator i Saarijärvi åt pojkar i två familjer, kapten af Enehjelms och kronofogde Danielsons. Här strövade han mycket omkring i skogarna och på moarna och lärde känna det finska landskapet. Det blev en inspirationskälla för dikten Bonden Paavo, som publicerades i hans första samling 1830.

### Yrkeskarriär
År 1830 förordnades han till docent i vältalighet samt erhöll en amanuensbefattning vid akademiska konsistorium i Helsingfors. I Finlands huvudstad tillbringade han de följande sju åren där han i det litterära Lördagssällskapet lärde känna akademiker som Cygnaeus, Nervander, Rein, Snellman, Lönnrot, Castrén med flera. År 1831 gifte Runeberg sig med sin syssling Fredrika Tengström, sedan han kort förut tillsammans med några yngre akademiker grundat ett privatlyceum, som han sedan ansvarade för i fem och ett halvt år.
Hans ekonomiska villkor var på grund av flera omständigheter så knappa, att han måste se sig om efter någon ytterligare inkomstkälla. Därför började han 1832, inte enbart för inkomstens skull, utge Helsingfors Morgonblad, ett litterärt halvveckoblad, vars utgivande han ansvarade för till april 1837, och där han fyllde utrymmet med kritiska skärskådningar av samtidens framstående svenska litteratur. Under tiden skrev han åtskilliga alster, som visade på en gradvis utveckling av hans poesi. 1837 sökte och fick han lektoratet i latinska språket vid Borgå gymnasium (1842 utbytt mot det i grekiska). Han prästvigdes 1838 och fick sex år senare professors titel. Då denna tjänst i följd av 1856 års skolreform indrogs, sökte och fick han 1857 avsked från densamma med bibehållande av löneförmånerna. Samma år blev han teologie doktor.
Sommaren 1851 besökte Runeberg Sverige – hans enda utrikes färd. Hela Sverigeresan blev ett triumftåg, "ett susande och dusande" som övergick allt vad han någonsin varit med om. Vid en fest som hölls till hans ära blev han av ärkebiskop af Wingård, som då var Svenska akademiens direktör, i förtroende tillfrågad om han inte skulle vilja att flytta över till Sverige, där en plats i så fall skulle hållas i beredskap åt honom. Men Runeberg svarade att Finland var en fattig mor som behövde alla sina söner.

## Diktning
År 1830 utkom första samlingen av Runebergs dikter, och året därefter gav Svenska Akademien skalden sitt andra stora pris för dikten Graven i Perrho. De första dikter som Runeberg offentliggjorde var övervägande lyriska; i diktcykeln Idyll och epigram, som kan sägas stå på gränsen mellan lyrik och epos, låter han emellertid ana vad han skulle bli som episk skald, och snart framträdde han som sådan i de natursanna, folkmässiga och hjärtligt naiva idyllerna Hanna, Elgskyttarna och Julkvällen.
Hans Serviska folksånger (1830, Projekt Runeberg) är en översättning från tyska Serbische Volkslieder (1827), utgivna i Sankt Petersburg av Peter Otto von Goetze (se ryska Wikipedia), i sin tur översatt från Vuk Karadžić samling av serbiska folksånger (1824).
Senare utgav han Nadeschda, i vilken han på grundvalen av en rysk folksaga skildrar kärlekens varma låga; Kung Fjalar, ett storslaget fornnordiskt ämne; Fänrik Ståls sägner, ett nationellt epos i romansform. Han framträdde även som psalmförfattare.
| ” | Sorg och glädje båda bodde i mitt hjärta, sorg i ena kammarn, glädje i den andra. Oförsonligt skilda, rådde än den ena, än den andra ensam. Sen den enda kom dit, lär hon öppnat dörren, och förenat båda. Ty min sorg är sällhet, och min glädje vemod. | „ |

Många av hans dikter handlar om livet på den finska landsbygden. Den mest kända av dessa är Bonden Paavo, (Saarijärven Paavo på finska), om en småbrukare i den fattiga socknen Saarijärvi och hans beslutsamhet, sisu och orubbliga tro på försynen inför ett hårt klimat och år av dåliga skördar. Tre gånger förstör en frostnatt hans skördar. Varje gång blandar han dubbelt så mycket bark i brödet, för att avvärja svält och han arbetar allt hårdare för att dika ut kärr till torrare mark som inte ska vara lika utsatt för nattfrosten. Efter det fjärde året får Paavo äntligen en rik skörd. Medan hans hustru jublar, tackar Gud och säger åt Paavo att njuta av bröd gjort helt och hållet av spannmål, men Paavo säger åt sin fru att blanda bark i mjölet ännu en gång, eftersom deras grannes skörd har gått förlorad under en frostnatt. Paavo ger hälften av sin skörd till den nödställde grannen.

### Utvalda verk
Till Runebergs huvudverk hörde den idealistiska dikten Älgskyttarna (Älgjägare, 1832) och eposet Kung Fjalar (Kung Fjalar, 1844). Hjältedikten  Fänrik Ståls Sägner (Fänrik Ståls sagor, Vänrikki Stoolin tarinat på finska), skriven mellan 1848 och 1860, anses vara den största finska episka dikten utanför den inhemska Kalevala-traditionen och innehåller berättelser om det finska kriget med Ryssland 1808–1809. I kriget förlorade Sverige skamligt Finland, som blev ett storfurstendöme i Kejsardömet Ryssland. Eposet, som är komponerat episodiskt, betonar den gemensamma mänskligheten för alla sidor i konflikten, samtidigt som det i huvudsak hyllar finnarnas heroism. Den första dikten Vårt land (Maamme på finska) blev Finlands nationalsång.

## Privatliv
Runeberg var gift med sin syssling Fredrika Runeberg, född Tengström, som skrev dikter och romaner. De var föräldrar till åtta barn, däribland skulptören Walter Runeberg, som var deras äldste son.
Sedan ungdomen var han en stor älskare av jakt och fiske. På en jaktfärd 1863 drabbades Runeberg av ett slaganfall som gjorde honom oförmögen till kroppsligt arbete. Trots det bibehöll han själens krafter tämligen oförminskade. Han plågades av sjukdomen men levde i övrigt ett stilla och fridfullt liv i sitt hem, vilket hade blivit skänkt till honom av det finska folket. Han avled i Borgå 6 maj 1877.

## Nationalsången
Vårt land, som är Finlands nationalsång, är inledningen till Fänrik Ståls sägner. Den melodi som används till sången är komponerad av Fredrik Pacius.

## Eftermäle

### Runebergsdagen och Runebergstårta
Runebergsdagen (finska: Runebergin päivä), dagen för Runebergs födelse, firas varje år i Finland som Runebergsdagen. Traditionen började redan under hans livstid. Dagen blev officiell flaggdag 1952.
Till traditionen hör att man äter Runebergstårta, en bakelse smaksatt med mandel, vilket Runeberg själv ska ha konsumerat dagligen. På finska heter den Runebergintorttu. Den finns allmänt tillgänglig i butik från början av januari till 5 februari. Sedan 1896 delas det litterära priset Runebergspriset ut på Runebergsdagen.

### Staty
Det finns en staty av Johan Ludwig Runeberg av hans son Walter Runeberg på Esplanaden i hjärtat av Helsingfors. Runeberg Township i Becker County, Minnesota fick också sitt namn efter Runeberg.

### Gatunamn
Runebergsgatan i centrala Helsingfors är uppkallad efter honom.
Runebergsgatan på Östermalm i Stockholms innerstad namngavs 1909 efter Runeberg och Runebergsplan namngavs 1925 vid samma område.

### Minnesmynt
Runeberg valdes som huvudmotiv för det finska minnesmyntet, jubileumsmyntet Johan Ludvig Runeberg och Finsk poesi på 10 euro. Den präglades 2004 för att fira 200-årsdagen av hans födelse. På framsidan av myntet finns ett stiliserat porträtt av Runebergs ansikte. På baksidan visas ett teckensnitt från 1831 från den svenskspråkiga tidningen Helsingfors Tidningar, eftersom Runeberg skrev det mesta av sitt arbete på svenska.

### Hemmet i Borgå
Johan Ludvig Runebergs hem på Alexandergatan 3 i Borgå är öppet för allmänheten sedan 1882 och därmed Finlands äldsta hemmuseum. Det är mer eller mindre i samma skick som när familjen Runeberg bodde där och förvaltas av Borgå museum.

### Runebergssällskapet
Det Svenska Runebergsällskapet grundades 1985, dess ordförande är Bengt Gustaf Jonshult. Projekt Runeberg är uppkallat efter honom.

### Lyrik
- Dikter (1830, 1833 och 1843)
  - Idyll och epigram

- Fänrik Ståls sägner; Första samlingen (1848), Senare samlingen (1860)
  - Vårt land
  - Sven Dufva
  - Döbeln vid Jutas
  - Lotta Svärd

- Enskilda dikter:
  - Den enda stunden
  - Högt bland Saarijärvis moar
  - Elgskyttarne
  - Hanna
  - Julqvällen
  - Kung Fjalar
  - Sköna maj, välkommen

### Psalmer (i urval)

#### Finlands evangelisk-lutherska kyrkas svenska psalmbok 1886
- 10 Alle kristne fröjda sig
- 18 Ett år har gått till ända
- 22 Guds nåd vi skole prisa
- 27 Jesus Kristus, han allena
- 29 Wår Herre Kristus talat
- 41 Sann Gud och man
- 59 Kom till mitt arma hjerta
- 82 O menniska, o vandringsman
- 84 Bort, werld, med all din ståt och prakt
- 88 Hur ofta spörs ej flit ich
- 89 Hwem kallar du din nästa
- 90 För dig min nöd
- 93 Hur skall mig syndare
- 99 Hwad säger nu vår Herre
- 107 En dyr klenod
- 109 Himlars rymd sin Konung
- 122 Hur skole vi dig prisa
- 137 Låt barnen komma hit till
- 155 Gud, se i nåd till dessa två
- 173 Hwi stängs allt jemt ditt
- 174 Guds helga bud förnimmer
- 210 Säll den, hwars hopp
- 222 Ha ej din lust tull jordens
- 243 Lik flyga tiden, som
- 262 Hwi käns mig tungt det
- 266 Fader över fäder alla
- 290 Hur är ditt nam, o Gud
- 348 Wi böre städs oss reda
- 349 O lif i denna jemmerdah
- 356 En gäst och främling
- 357 Det har jag städse funnit
- 361 Bevara Gud vårt
- 364 Ack, mänskan är ett härligt
- 383 Jag lyfter ögat
- 400 Din klara sol
- 405 Kväll eller morgon
- 406 I Herrens hand jag lemnar
- 413 I mörker höljs ej jorden
- 424 Till natt det åter lider
- 441 Herre, hela werlden tröstar
- 443 Hur skön är ej jorden
- 449 Uti din boning, Herre får
- 456 Nu spörjes gråt
- 460 Frid är fröjd, bed frid ej
- 470 Jag tager farväl
- 486 Mitt öga skyms, min kraft
- 499 Wid elfarna i Babylon
- 548 Hur ljuvt det är att komma (Tillägg 1928)

#### Finlands evangelisk-lutherska kyrkas svenska psalmbok 1986
- 37 Guds nåd vi glatt skall prisa
- 43 Ett år har gått till ända
- 74 Han på korset han allena Finns på Wikisource.
- 75 Vår Herre Kristus talat har
- 114 Kom till mitt arma hjärta
- 178 Hur ljuvt det är att komma
- 199 En dyr klenod, en klar och ren Finns på Wikisource.
- 200 Hur skall vi rätt dig prisa
- 235 Gud se i nåd till dessa två Finns på Wikisource.
- 273 Säll den vars hopp till Jesus står
- 301 Hur är ditt namn o Gud ej stort
- 320 Fader över alla fäder
- 354 För dig min nöd jag klagar
- 416 O människa o vandringsman
- 450 Himlars rymd sin konung ärar 3)
- 475 Vem kallar du din nästa här
- 492 Jag lyfter ögat mot himmelen
- 508 I mörker höljs ej jorden mer
- 509 Kväll eller morgon
- 523 Till natt det åter lider Finns på Wikisource.
- 538 Din klara sol o Fader vår
- 546 Bevara, Gud, vårt fosterland Finns på Wikisource.
- 562 En vandringsman är mänskan här
- 573 Vid älvarna i Babylon

Psalmtexter, som Runeberg har bearbetat
- Hell morgonstjärna, mild och ren Finns på Wikisource.
- I dödens bojor Kristus låg Finns på Wikisource.
- Välsigna Gud som makten sänder